# アリレザ・マンスーリアン
アリレザ・マンスーリアン（Alireza Mansourian、1971年12月12日 - ）は、イランの元サッカー選手。元イラン代表。ポジションはミッドフィールダー。

## 来歴
1996年5月にイラン代表デビュー。AFCアジアカップ1996では全6試合に出場、3位となった。1998 FIFAワールドカップ・アジア予選では全17試合に出場、5大会ぶりのワールドカップ出場権を獲得した。1998 FIFAワールドカップでも2試合に出場した。イラン代表で47試合に出場、7得点をあげた。

## 代表歴

### 出場大会
- イラン代表
  - 1998 FIFAワールドカップ

### 試合数
- 国際Aマッチ 47試合 7得点（1996年-1998年）[1]

| イラン代表 | 国際Aマッチ | 国際Aマッチ |
| 年         | 出場        | 得点        |
| ---------- | ----------- | ----------- |
| 1996       | 15          | 1           |
| 1997       | 18          | 4           |
| 1998       | 14          | 2           |
| 通算       | 47          | 7           |